# 麻斑芋螺
麻斑芋螺（学名：Conus abbreviatus）为芋螺科芋螺屬下的一个种。